# Lajos Dudas

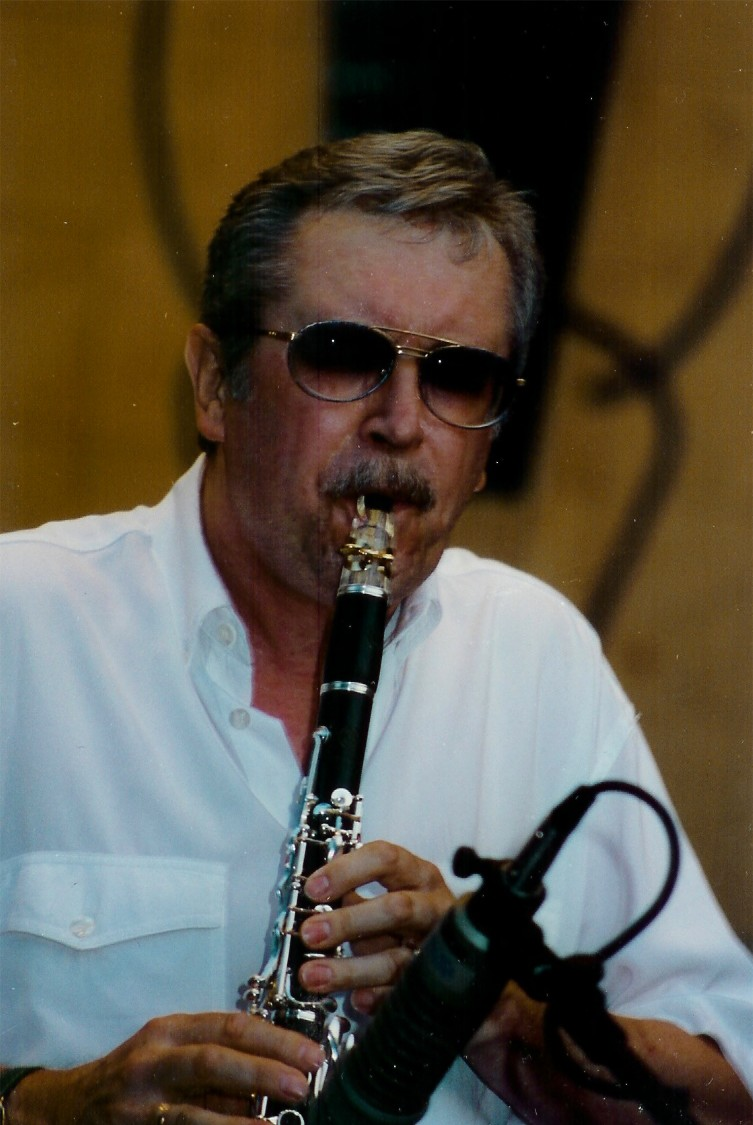
Lajos Dudas

Lajos Dudas [ˈlɒjoʃ ˈdudɒʃ] (* 18. Februar 1941 in Budapest, Ungarn) ist ein deutsch-ungarischer Jazz-Klarinettist und Komponist.

## Leben und Wirken
Seine Ausbildung erhielt Dudas in der Zeit von 1958 bis 1963 am Béla-Bartók-Konservatorium und an der Franz-Liszt-Musikhochschule in seiner Heimatstadt Budapest. Nach einer Zeit als freischaffender Musiker von 1963 bis 1973 wählte Dudas Anfang der 1970er Jahre seinen Wohnsitz im linksrheinischen Neuss, wo er neben seiner Tätigkeit als konzertierender Künstler bis 2004 auch als Pädagoge in den Fächern Klarinette und Saxophon an der dortigen Musikschule wirkte. Von 1975 bis 1985 war er darüber hinaus Dozent an der Pädagogischen Hochschule Rheinland in Neuss. Dudas präsentierte sich nicht nur als Jazz- oder Popmusiker, sondern gleichermaßen als Solist mit Werken wie Carl Maria von Webers Klarinetten-Quintett, Strawinskys Solostücke für Klarinette oder Alexander Glasunows Konzert für Altsaxophon (mit dem Neusser Kammerorchester).
Nach einer freitonalen Phase in den 1980er-Jahren, aus der Alben wie Detour, Monte Carlo (mit Attila Zoller), CL4 / Alte und Neue Wege (mit Theo Jörgensmann) und Mistral hervorgingen, verschrieb sich Dudas wieder verstärkt dem sogenannten melodiösen Jazz, ohne jedoch seinen unverwechselbaren Stil zu verleugnen. Seit über zwanzig Jahren arbeitet er intensiv mit dem Düsseldorfer Gitarristen Philipp van Endert zusammen, mit dem er zahlreiche Auftritte im Duo absolviert. In größeren Besetzungen ist Dudas relativ selten live zu erleben, zuletzt mit seinem Quartett – bestehend aus Philipp van Endert (Gitarre), Martin Gjakonovski / Leonard Jones (Bass) und Kurt Billker (Schlagzeug) – anlässlich eines Motto-Konzertes (Brückenschlag) mit der Deutschen Kammerakademie im Neusser Zeughaus, oder beim Salzburger Jazzherbst mit zwei Schlagzeugern (Kurt Billker und Jochen Büttner).
Dudas hat im Laufe seiner Karriere mehr als 60 Singles, LPs und CDs eingespielt, an zahlreichen Radio- und TV-Produktionen mitgewirkt, mit bekannten Jazzmusikern wie Tom van der Geld, Karl Berger, Albert Mangelsdorff, Gerd Dudek, Vitold Rek, Tommy Vig und Howard Johnson gearbeitet.
1982 verlieh ihm die Jury des 11. Internationalen Wettbewerbs für Jazz-Kompositionen in Monaco den 1. Preis für seine Komposition Urban Blues. In den 1980er Jahren belegte er im 'Top People Poll' des internationalen Jazz Forum Spitzenplätze. 1992 stand die Aufnahme seines Concertino für Klarinette und Orchester mit dem Kölner Rundfunkorchester auf dem Programm. Die Neusser Konzertreihe Jazz im Alten Ratssaal rief Dudas 1996 ins Leben. Zahlreiche Musiker wie Joachim Kühn, Aki Takase, Wolfgang Lackerschmid, Markus Stockhausen, Ali Haurand, Gerd Dudek, Nils Wogram, Jiří Stivín, Barbara Dennerlein oder Christoph Spendel traten dort bis 2006 auf.
Seit dem Ende seiner pädagogischen Tätigkeit in Neuss lebt Dudas in Überlingen am Bodensee. Die Stadt Neuss ehrte ihn im Jahr 2018 mit einem 21-minütigen Kurzfilm in der vom städtischen Kulturamt herausgegebenen Reihe „Neusser Künstler im Portrait“.

## Diskografie (Auswahl)

### LPs
- Reflection of Bach, Metram 1977
- Contrasts, Rillophon 1978
- Detour (mit Tom van der Geld, Ali Haurand, Kurt Billker), Rayna 1980
- Monte Carlo (mit Attila Zoller, Bert Thompson, Kurt Billker), Rayna 1982
- Sunshine State (mit Toto Blanke, Theodossi Stoykov, Imre Kőszegi), Konnex Records 1984
- Lajos Dudas / Tommy Vig Mistral (mit Theodossi Stoykov, Janos Szudy). Konnex 1986
- Klarinettenquartett Cl-4 Alte und neue Wege (mit Eckard Koltermann, Theo Jörgensmann, Dieter Kühr). Konnex 1986
- I Remember, Pannonton 1990

### CDs
- Change of Time. Rayna 1990
- Another Face. Ear-Rational 1991
- Urban Blues. Konnex 1993
- Lajos Dudas Plays Bach. Rillophon 1994, auch Edition Musikat 2000
- Maydance. Pannon Jazz 1995
- Encore. Rillophon 1996
- Chamber Music live. Pannon Classic 1997
- Music for Clarinet. Pannon Classic 1997
- Some Great Songs. Double Moon 1998
- Talk of the Town (mit Karl Berger). Double Moon 2000
- The Jubilee Box. Pannon Jazz 2001
- Jubilee Edition. Double Moon 2001
- Nightlight (mit Gerd Dudek). Double Moon 2002
- Seitenblicke. Edition Musikat 2003
- Jazz and the City. Konnex 2004
- Artistry in Duo. Jazzsick 2006
- 50 Years with Jazzclarinet - The Best of Lajos Dudas. JazzSick 2011 (Kompilation, 2 CD)
- Lajos Dudas Trio Live at Porgy & Bess (mit Philipp van Endert/Leonard Jones). JazzSick 2013
- Bergmann/Dudas/Guantes: Lodge Out. Mudoks Record 2013
- Radio Days - The Music of Lajos Dudas. JazzSick Records 2015
- Lajos Dudas Quartett / Deutsche Kammerakademie Neuss Brückenschlag. Jazzsick 2016
- Some Great Songs Vol.2. Jazzsick 2017
- Return to the Future. Jazzsick 2018
- The Lake and the Music. Jazzsick 2020
- On the Third-Stream-Path Jazzsick 2021[4]

## Kompositionen (Auswahl)
- „Concertino“ für Klarinette und Klavier - Hommage to Artie Shaw (auch mit Orchester). Verlag Dohr
- „Ballet-Music“ für Klarinette und Klavier
- „Ballet Music“ für Klarinette/Jazzquartet und Streichorchester (Neuma Verlag (Budapest))
- „Valse“ für Klarinette solo (auch für Saxophon solo) (Verlag Dohr)
- „Cauda“ für Klarinette solo (Verlag Dohr)
- „Recital“ für Klarinette solo (Verlag Dohr)
- „Neun Miniaturen“ für 1–2 Klarinetten (Verlag Dohr)
- „Notturno No. 1“ (Franz Liszt), Bearbeitung für 3 Klarinetten (Verlag Dohr)
- „Klarinettenschule“ (2 Bände)
- „Three for Three“ 3 kurze Stücke für 3 Klarinetten in B (Verlag Dohr)
- „Masterpiece for Recorder“ (Bfl.solo) - (Verlag Dohr)
- „Momentaufnahme für Bläserquartett“ (Fl.Ob.Klar.Fag.) - (Verlag Dohr)
- „Der Vogeltanz-Blues“ (Für Sopran Sax/Klarinette in Bb und Klavier) - (Neuma Verlag (Budapest))
- „Aufforderung zum Tanz“ (C. M. von Weber) Bearbeitet für Bläserquartett von Lajos Dudas - Verlag Dohr
- „Children at Play“ (Altblockflöte/Fl/Ob/Klavier) Edition Schott-Music